# Browning (Illinois)
Browning é uma vila localizada no estado americano de Illinois, no Condado de Schuyler.

## Demografia
Segundo o censo americano de 2000, a sua população era de 130 habitantes. 
Em 2006, foi estimada uma população de 126, um decréscimo de 4 (-3.1%).

## Geografia
De acordo com o United States Census Bureau tem uma área de 
0,8 km², dos quais 0,8 km² cobertos por terra e 0,0 km² cobertos por água.

## Localidades na vizinhança
O diagrama seguinte representa as localidades num raio de 24 km ao redor de Browning. 